# Copa del Generalísimo de baloncesto 1963
La Copa del Generalísimo de baloncesto 1963 fue la número 27.º, donde su final se disputó en el Frontón Urumea de San Sebastián el 19 de mayo de 1963. El torneo de Copa se celebró en San Sebastián y otras dos subsedes guipuzcoanas (Vergara y Tolosa) para conmemorar el 100.º aniversario del Derribo de las Murallas en la capital donostiarra, que posibilitó el ensanche de la ciudad y dio lugar a la moderna San Sebastián.

## Fase final
|  | Cuartos de final   | Cuartos de final |                |               | Semifinales | Semifinales |  |                | Final      | Final      |  |
|  | 17 de mayo         | 17 de mayo       |                |               | 18 de mayo  | 18 de mayo  |  |                | 19 de mayo | 19 de mayo |  |
|  |                    |                  |                |               |             |             |  |                |            |            |  |
|  |                    |                  |                |               |             |             |  |                |            |            |  |
|  | Picadero JC        | 66               |                |               |             |             |  |                |            |            |  |
|  | Picadero JC        | 66               |                |               |             |             |  |                |            |            |  |
|  | RC Náutico         | 49               |                |               |             |             |  |                |            |            |  |
|  | RC Náutico         | 49               |                | Picadero JC   | 78          |             |  |                |            |            |  |
|  |                    |                  |                | Picadero JC   | 78          |             |  |                |            |            |  |
|  |                    |                  | CB Estudiantes | 93            |             |             |  |                |            |            |  |
|  | CB Estudiantes     | 66               | CB Estudiantes | 93            |             |             |  |                |            |            |  |
|  | CB Estudiantes     | 66               |                |               |             |             |  |                |            |            |  |
|  | Club Dow-Unquinesa | 36               |                |               |             |             |  |                |            |            |  |
|  | Club Dow-Unquinesa | 36               |                |               |             |             |  | CB Estudiantes | 94         |            |  |
|  |                    |                  |                |               |             |             |  | CB Estudiantes | 94         |            |  |
|  |                    |                  | Real Madrid CF | 90            |             |             |  |                |            |            |  |
|  | CB Aismalíbar      | 68               | Real Madrid CF | 90            |             |             |  |                |            |            |  |
|  | CB Aismalíbar      | 68               |                |               |             |             |  |                |            |            |  |
|  | Club Tritones      | 53               |                |               |             |             |  |                |            |            |  |
|  | Club Tritones      | 53               |                | CB Aismalíbar | 86          |             |  |                |            |            |  |
|  |                    |                  |                | CB Aismalíbar | 86          |             |  |                |            |            |  |
|  |                    |                  | Real Madrid CF | 97            |             |             |  |                |            |            |  |
|  | Real Madrid CF     | 129              | Real Madrid CF | 97            |             |             |  |                |            |            |  |
|  | Real Madrid CF     | 129              |                |               |             |             |  |                |            |            |  |
|  | CD Hispanidad      | 71               |                |               |             |             |  |                |            |            |  |
|  | CD Hispanidad      | 71               |                |               |             |             |  |                |            |            |  |
|  |                    |                  |                |               |             |             |  |                |            |            |  |

### Final
| 19 de mayo de 1963 | CB Estudiantes                     | 94–90 | Real Madrid CF                                      |                                                                             |  |
|                    | Marcador por tiempos: 41–48, 53–42 |       |                                                     |                                                                             |  |
|                    | Estadísticas José Ramón Ramos 26   | Pts   | Estadísticas Emiliano Rodríguez y Lorenzo Alocén 22 | Pabellón: Frontón Fiesta Alegre, Madrid Árbitros: Garcés Santiago Fernández |  |

| Campeón de la Copa del Generalísimo 1963 |
| ---------------------------------------- |
| CB Estudiantes 1.º título                |